# Eurychoria flavirupta
Eurychoria flavirupta är en fjärilsart som beskrevs av W. Warren 1903. Eurychoria flavirupta ingår i släktet Eurychoria och familjen mätare. Inga underarter finns listade i Catalogue of Life.